# Parigny-la-Rose
Parigny-la-Rose é uma comuna francesa na região administrativa de Borgonha-Franco-Condado, no departamento Nièvre. Estende-se por uma área de 8,67 km². Em 2010 a comuna tinha 37 habitantes (densidade: 4,3 hab./km²).